# Прощавай, Америко!
«Прощавай, Америко!» — незавершений радянський художній кінофільм. Режисер — Олександр Довженко. Режисер відновленого фільму — Ігор Бітюков. Звукорежисер: Сергій Мінєрвін.

## У ролях
- Лілія Гриценко
- Микола Гриценко — Арманд Хаворд
- Григорій Кирилов
- Юрій Любимов — Блейк, кореспондент
- Людмила Шагалова
- Григорій Шпігель — журналіст
- Яніс Осіс

## Сюжет
В основі сценарію останньої незавершеної режисерської роботи Олександра Довженка лежала книга 1949 року американської журналістки Анабель Бюкар «Правда про американських дипломатів» (вийшла російською та англійською мовами), яка у викривальному тоні представляла поведінку американського посольства у Москві. У розпал холодної війни Анабель Бюкар, співробітниця інформвідділу американського посольства, приїхала до Москви. Її зразу помітили спецслужби, завербували на службу і врешті вона стала радянською громадянкою. Радянська пропаганда вирішила зробити з її життя повчальну історію про те, як гарно жити у СРСР, і зняти фільм. Зйомки доручили Довженку. Головною метою було створити памфлет, що розвінчував би американський імперіалізм. Фільм з самого початку планувався як пропаганда, а як відомо, Довженко дуже не любив пропаганду. Але наказ Сталіна потрібно було виконувати, якщо режисер хотів працювати й надалі.
За сюжетом, ідеалістка Анна Бедфорд, відкомандирована до американського посольства у Москві, з жахом відмічає, що там повно шпигунів. Повернувшись до Америки на похорон матері, Анна нібито бачить, що Америка вражена антикомуністичною істерією. Анна вирішує повернутися до СРСР та написати книгу. Насправді книгу писали в кабінетах КГБ, і її розкрутка була взята на озброєння радянською владою.
Режисер зняв приблизно третину фільму (6 частин). Сценарій перероблявся ним декілька разів, та ще й так, що в ньому мало чого залишилося від першого сценарію, та й загалом від книги Бакард. Схоже, що замість памфлету Довженко створив пасквіль на Америку. Жоден персонаж, чи то посол, чи то перший секретар, чи то лікар, не виглядав правдиво — всі вони справляли враження недалеких в розумовому відношенні людей, а іноді й просто виглядали циніками та пияками. Можливо, саме це стало приводом до зупинення зйомок усним наказом Йосипа Сталіна. Є й інша версія. Юрій Любимов, виконавець ролі американського кореспондента, а нині засновник і режисер «Театру на Таганці» згодом переповів, що нібито Сталін в одну ніч закрив декілька картин, серед інших і «Прощавай, Америко!». Мотивував Сталін це так: «Якщо вона (співробітниця посольства, американка) зрадила свою вітчизну, то може зрадити й нову».
Фільм перебував у архівах 46 років, допоки робочі матеріали, які вважались втраченими, не були знайдені у селищі Білі Стовпи (архіви Держфільмофонду) та фільм не реставрували. Реставрований варіант (з коментарем кінознавця Ростислава Юрєнєва) вперше продемонстрували у Кіноцентрі 12 січня 1996, потім у програмі «Панорама» на МКФ у Берліні-96, де фактично й відбулась світова прем'єра стрічки.
Фільм не вийшов на екрани у авторському варіанті.

## Робота над картиною
Наскільки неприємною була робота над фільмом самому Олександру Довженку, видно з його щоденникового запису:
|  | Пишу сценарій. Так працювати важко, як ще ніколи. Коли б мені пощастило написати як слід отсей сценарій. Я, може одмовлюсь його ставити. Я мушу лікуватися довго, якшо можна ще лікуватися. |

## Джерело інформації
- (рос.)Б.Єзерська, «Трагедія художника» [Архівовано 27 жовтня 2007 у Wayback Machine.]
- (рос.)Ю.Любимов, Розповіді старого балакуна [Архівовано 17 квітня 2008 у Wayback Machine.]